# Flayat
Flayat est une commune française située dans le département de la Creuse, en région Nouvelle-Aquitaine.

## Géographie

### Généralités

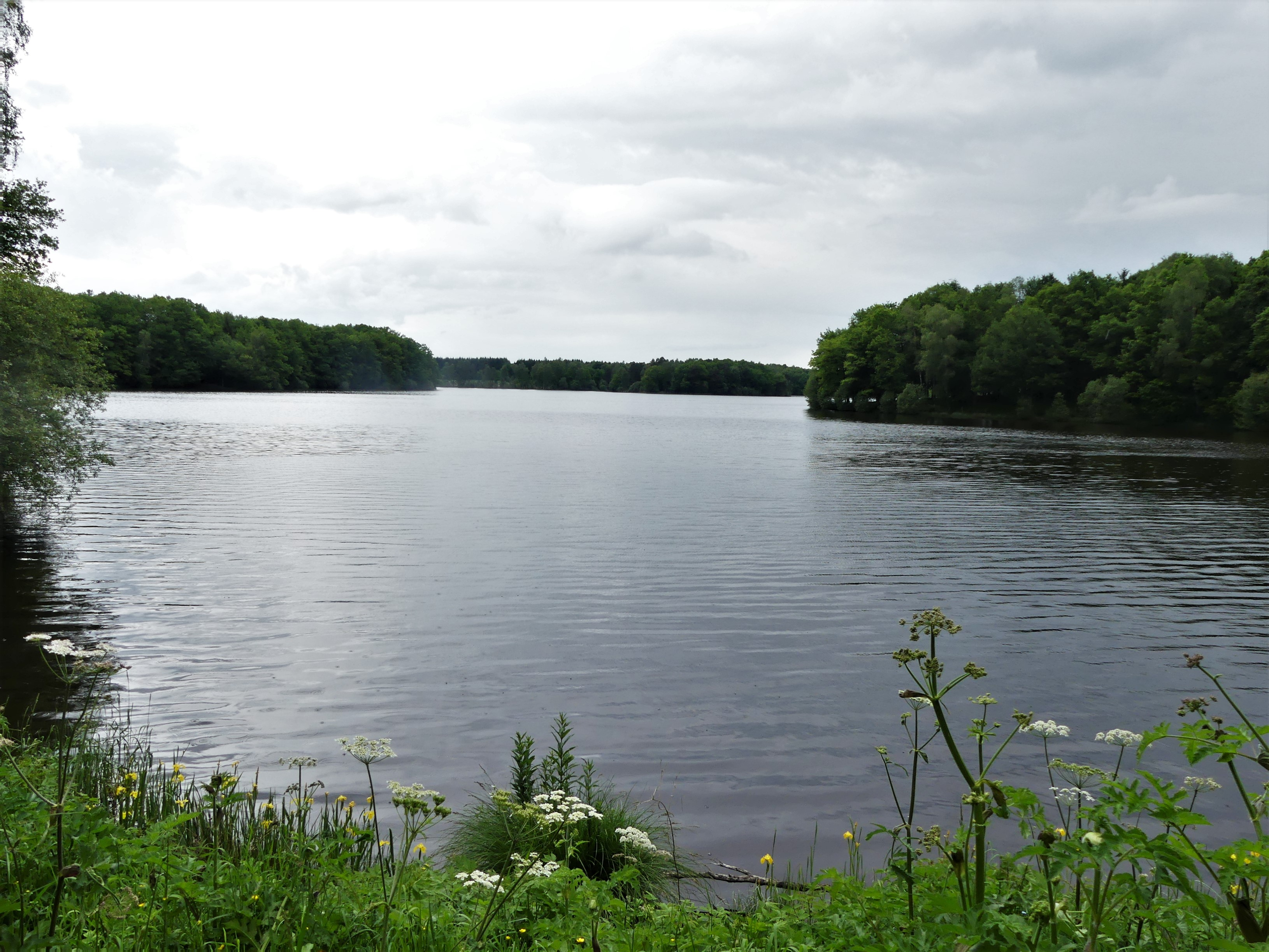
L'étang de la Ramade.

Dans le quart sud-est du département de la Creuse, dans le parc naturel régional de Millevaches en Limousin, la commune de Flayat s'étend sur 43,53 km2. Limitrophe du département du Puy-de-Dôme, son territoire est arrosé au sud par la Méouzette et bordé à l'est sur plus de sept kilomètres par la Ramade, qui marque la limite départementale et régionale.
Le territoire communal compte plusieurs étangs, dont celui de la Ramade, où la pêche est autorisée.
L'altitude minimale 735 mètres se trouve localisée à l'est, là où la Ramade quitte la commune et entre sur celle de Giat, en aval du Moulin de la Ramade. L'altitude maximale avec 828 mètres est située au puy de la Belle, un kilomètre au sud-ouest du bourg.
À l'intersection des routes départementales (RD) 29A, 30 et 996, le bourg de Flayat est situé, en distances orthodromiques, 26 kilomètres au sud-est d'Aubusson et autant au nord-nord-est d'Ussel.
Le territoire communal est également desservi par les RD 18, 18A3, 21, 30L et 31.

### Communes limitrophes
Flayat est limitrophe de huit autres communes, dont deux dans le département du Puy-de-Dôme.
| Saint-Agnant-près-Crocq   | Crocq — Basville | Fernoël, (Puy-de-Dôme) |
| Malleret                  | Flayat           | Giat, (Puy-de-Dôme)    |
| Saint-Oradoux-de-Chirouze |                  | Saint-Merd-la-Breuille |

### Villages, hameaux et lieux-dits
Bressol - les Chaussades - Chez Sauty - Chicheix - Coulignat - Couliniège - la Croix de Manoux - Daloubeix - Doumareix - Faureix - Gervais - Lachaud - Lépinas -Lépinassolle - Manaly - le Montfranc - Moureix - Ramade - Rendeix - Sagnat - Sainte-Claire - Salesses - le Seux - Tatergue - la Vacherie

### Climat
Pour des articles plus généraux, voir Climat de la Nouvelle-Aquitaine et Climat de la Creuse.
Historiquement, la commune est exposée à un climat montagnard.  
En 2020, Météo-France publie une typologie des climats de la France métropolitaine dans laquelle la commune est exposée à un climat de montagne et est dans la région climatique  Ouest et nord-ouest du Massif Central, caractérisée par une pluviométrie annuelle de 900 à 1 500 mm, maximale en automne et en hiver.
Pour la période 1971-2000, la température annuelle moyenne est de 9 °C, avec  une amplitude thermique annuelle de 15,1 °C. Le cumul annuel moyen de précipitations est de 1 017 mm, avec 12,8 jours de précipitations en janvier et 8,1 jours en juillet. Pour la période 1991-2020, la température moyenne annuelle observée sur la station météorologique la plus proche, située sur la commune de La Courtine à 12 km à vol d'oiseau, est de 9,3 °C et le cumul annuel moyen de précipitations est de 1 092,6 mm,. Pour l'avenir, les paramètres climatiques de la commune estimés pour 2050 selon différents scénarios d’émission de gaz à effet de serre sont consultables sur un site dédié publié par Météo-France en novembre 2022.

## Urbanisme

### Typologie
Au 1er janvier 2024, Flayat est catégorisée commune rurale à habitat très dispersé, selon la nouvelle grille communale de densité à 7 niveaux définie par l'Insee en 2022.
Elle est située hors unité urbaine et hors attraction des villes,.

### Occupation des sols
L'occupation des sols de la commune, telle qu'elle ressort de la base de données européenne d’occupation biophysique des sols Corine Land Cover (CLC), est marquée par l'importance des territoires agricoles (66,6 % en 2018), en diminution par rapport à 1990 (68,2 %). La répartition détaillée en 2018 est la suivante : 
zones agricoles hétérogènes (34,1 %), prairies (32,6 %), forêts (30,6 %), eaux continentales (1,5 %), zones urbanisées (0,7 %), milieux à végétation arbustive et/ou herbacée (0,6 %). L'évolution de l’occupation des sols de la commune et de ses infrastructures peut être observée sur les différentes représentations cartographiques du territoire : la carte de Cassini (XVIIIe siècle), la carte d'état-major (1820-1866) et les cartes ou photos aériennes de l'IGN pour la période actuelle (1950 à aujourd'hui).

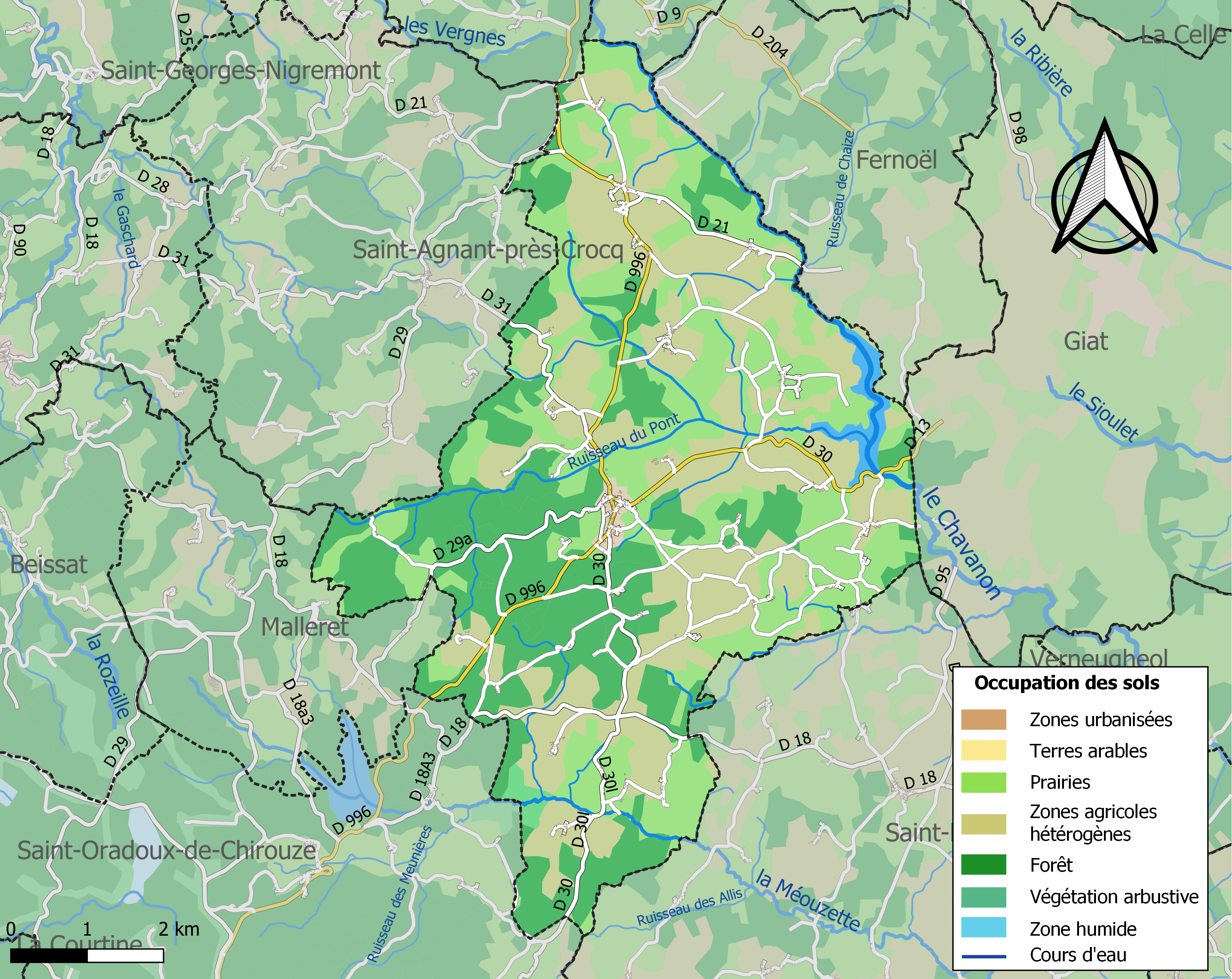
Carte des infrastructures et de l'occupation des sols de la commune en 2018 (CLC).

### Transports en commun
- Réseau TransCreuse

### Risques majeurs
Le territoire de la commune de Flayat est vulnérable à différents aléas naturels : météorologiques (tempête, orage, neige, grand froid, canicule ou sécheresse) et séisme (sismicité faible). Il est également exposé à un risque particulier : le risque de radon. Un site publié par le BRGM permet d'évaluer simplement et rapidement les risques d'un bien localisé soit par son adresse soit par le numéro de sa parcelle.

#### Risques naturels

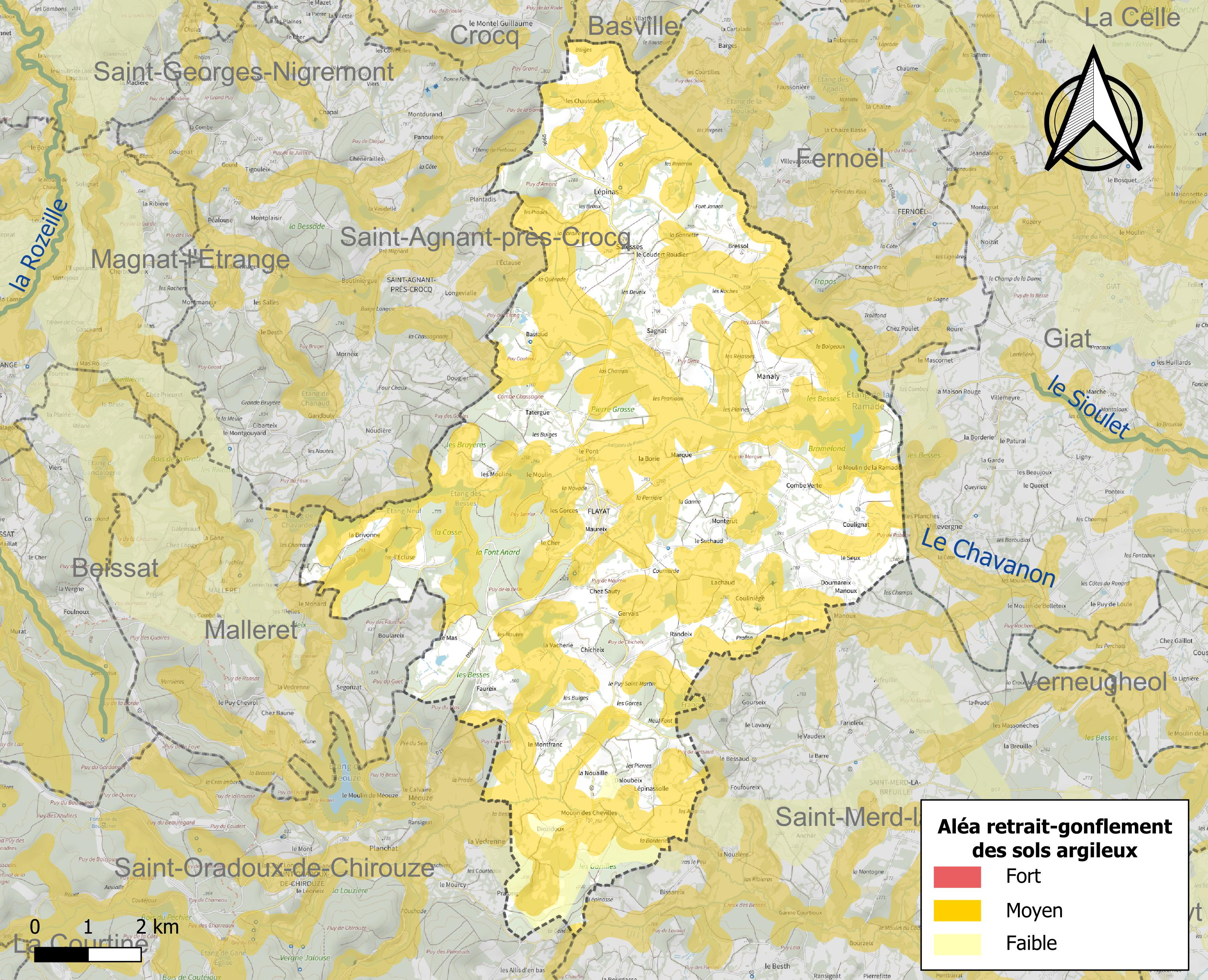
Carte des zones d'aléa retrait-gonflement des sols argileux de Flayat.

Le retrait-gonflement des sols argileux est susceptible d'engendrer des dommages importants aux bâtiments en cas d’alternance de périodes de sécheresse et de pluie. 56,2 % de la superficie communale est en aléa moyen ou fort (33,6 % au niveau départemental et 48,5 % au niveau national). Sur les 310 bâtiments dénombrés sur la commune en 2019, 80 sont en aléa moyen ou fort, soit 26 %, à comparer aux 25 % au niveau départemental et 54 % au niveau national. Une cartographie de l'exposition du territoire national au retrait gonflement des sols argileux est disponible sur le site du BRGM,.
Par ailleurs, afin de mieux appréhender le risque d’affaissement de terrain, l'inventaire national des cavités souterraines permet de localiser celles situées sur la commune.
La commune a été reconnue en état de catastrophe naturelle au titre des dommages causés par les inondations et coulées de boue survenues en 1982 et 1999. Concernant les mouvements de terrains, la commune a été reconnue en état de catastrophe naturelle au titre des dommages causés par des mouvements de terrain en 1999.

#### Risque particulier
Dans plusieurs parties du territoire national, le radon, accumulé dans certains logements ou autres locaux, peut constituer une source significative d’exposition de la population aux rayonnements ionisants. Certaines communes du département sont concernées par le risque radon à un niveau plus ou moins élevé. Selon la classification de 2018, la commune de Flayat est classée en zone 3, à savoir zone à potentiel radon significatif.

## Histoire
De nombreux Juifs furent protégés par les villageois lors de l'occupation.[réf. nécessaire]

## Politique et administration
| Période                                  | Période   | Identité            | Étiquette | Qualité                                               |
| ---------------------------------------- | --------- | ------------------- | --------- | ----------------------------------------------------- |
| Les données manquantes sont à compléter. |           |                     |           |                                                       |
|                                          |           |                     |           |                                                       |
| mars 2001                                | 2003      | Jean Touchard       | RPR       | Conseiller général du canton de Crocq (1994-2001)     |
| mars 2003                                | 2008      | Bernard Murin       | UMP       |                                                       |
| mars 2008                                | août 2008 | Alain Fauriaux      |           |                                                       |
| août 2008                                | 2014      | Georges Lainé       |           |                                                       |
| mars 2014                                | août 2021 | Marie-Hélène Michon | SE-DVG    | Agent d'assurances, conseillère régionale depuis 2021 |
| août 2021                                | En cours  | Patrick Mounaud     |           | Cadre retraité de la fonction publique                |

## Démographie
L'évolution du nombre d'habitants est connue à travers les recensements de la population effectués dans la commune depuis 1793. Pour les communes de moins de 10 000 habitants, une enquête de recensement portant sur toute la population est réalisée tous les cinq ans, les populations de référence des années intermédiaires étant quant à elles estimées par interpolation ou extrapolation. Pour la commune, le premier recensement exhaustif entrant dans le cadre du nouveau dispositif a été réalisé en 2006.

En 2022, la commune comptait 300 habitants, en évolution de −4,46 % par rapport à 2016 (Creuse : −3,32 %, France hors Mayotte : +2,11 %).
| 1793  | 1800 | 1806 | 1821 | 1831  | 1836  | 1841  | 1846  | 1851  |
| ----- | ---- | ---- | ---- | ----- | ----- | ----- | ----- | ----- |
| 1 026 | 909  | 887  | 996  | 1 010 | 1 036 | 1 002 | 1 043 | 1 054 |

| 1856  | 1861  | 1866  | 1872 | 1876 | 1881  | 1886  | 1891 | 1896 |
| ----- | ----- | ----- | ---- | ---- | ----- | ----- | ---- | ---- |
| 1 005 | 1 001 | 1 018 | 980  | 982  | 1 023 | 1 036 | 936  | 963  |

| 1901  | 1906  | 1911  | 1921 | 1926 | 1931 | 1936 | 1946 | 1954 |
| ----- | ----- | ----- | ---- | ---- | ---- | ---- | ---- | ---- |
| 1 120 | 1 085 | 1 006 | 774  | 740  | 912  | 891  | 819  | 728  |

| 1962 | 1968 | 1975 | 1982 | 1990 | 1999 | 2006 | 2011 | 2016 |
| ---- | ---- | ---- | ---- | ---- | ---- | ---- | ---- | ---- |
| 622  | 533  | 489  | 447  | 364  | 380  | 349  | 328  | 314  |

| 2021 | 2022 | - | - | - | - | - | - | - |
| ---- | ---- | - | - | - | - | - | - | - |
| 300  | 300  | - | - | - | - | - | - | - |

## Culture locale et patrimoine

### Lieux et monuments

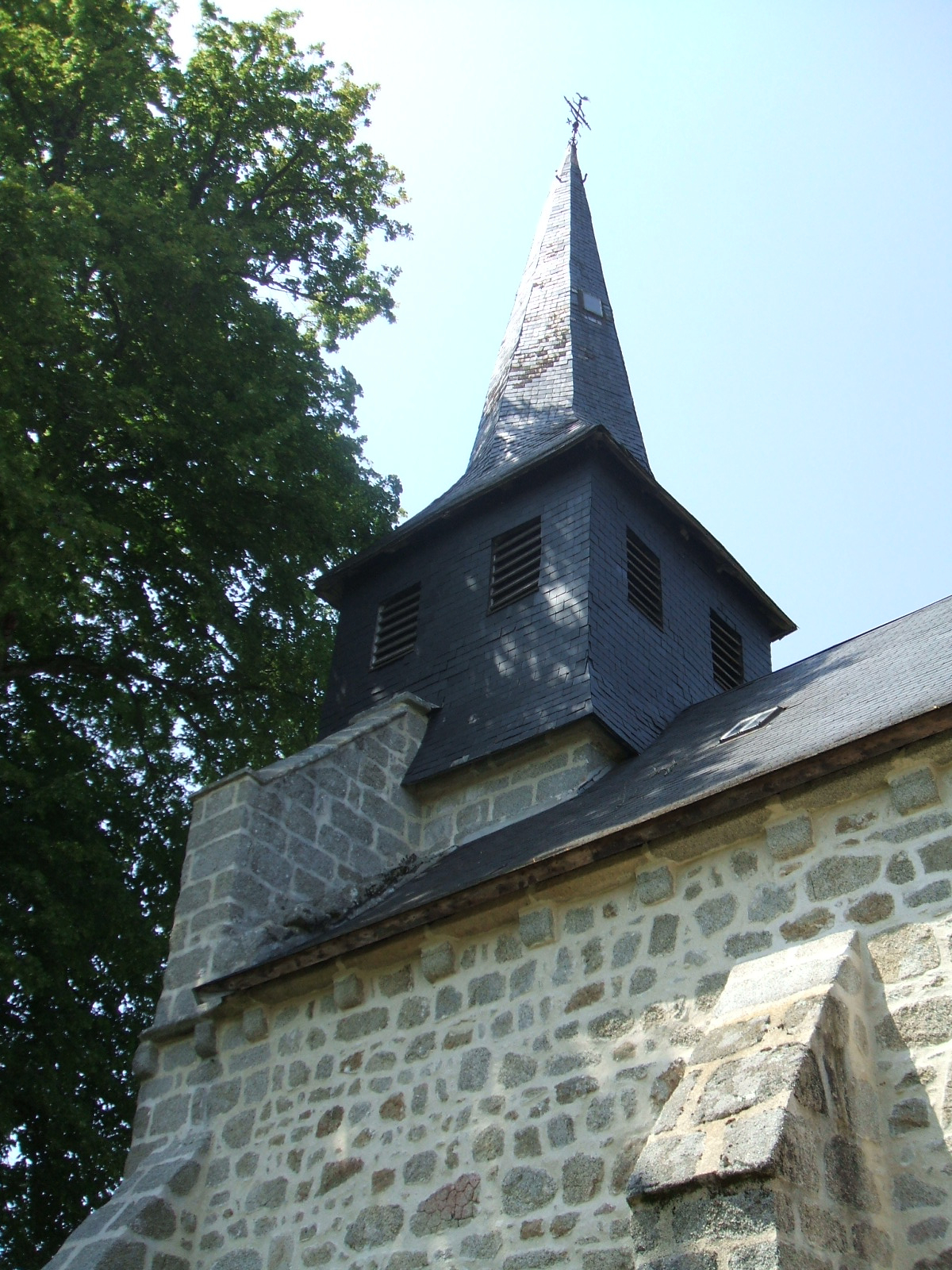
Le clocher de l'église Saint-Martin.

L'église paroissiale Saint-Martin remonte au XIIIe siècle ou au XIVe siècle. Remanié au XVIe siècle (l'arc triomphal porte la date de 1520), l'édifice fut par la suite agrandi au XVIIIe siècle (adjonction de chapelles latérales), et restauré au XIXe siècle. Elle est inscrite à l'Inventaire général du patrimoine culturel.
Au lieu-dit de Salesses se dresse l'église de la Nativité-de-Saint-Jean-Baptiste, autrefois dépendant d'une commanderie du Temple,puis de Malte, et datée du XIIIe siècle.
Le village conserve également un petit monument érigé lors de la Seconde Guerre mondiale afin de « prier Dieu d'épargner la commune », construit au creux d'une haie de six mètres.

## Photothèque

le long de la RD 30 à Flayat
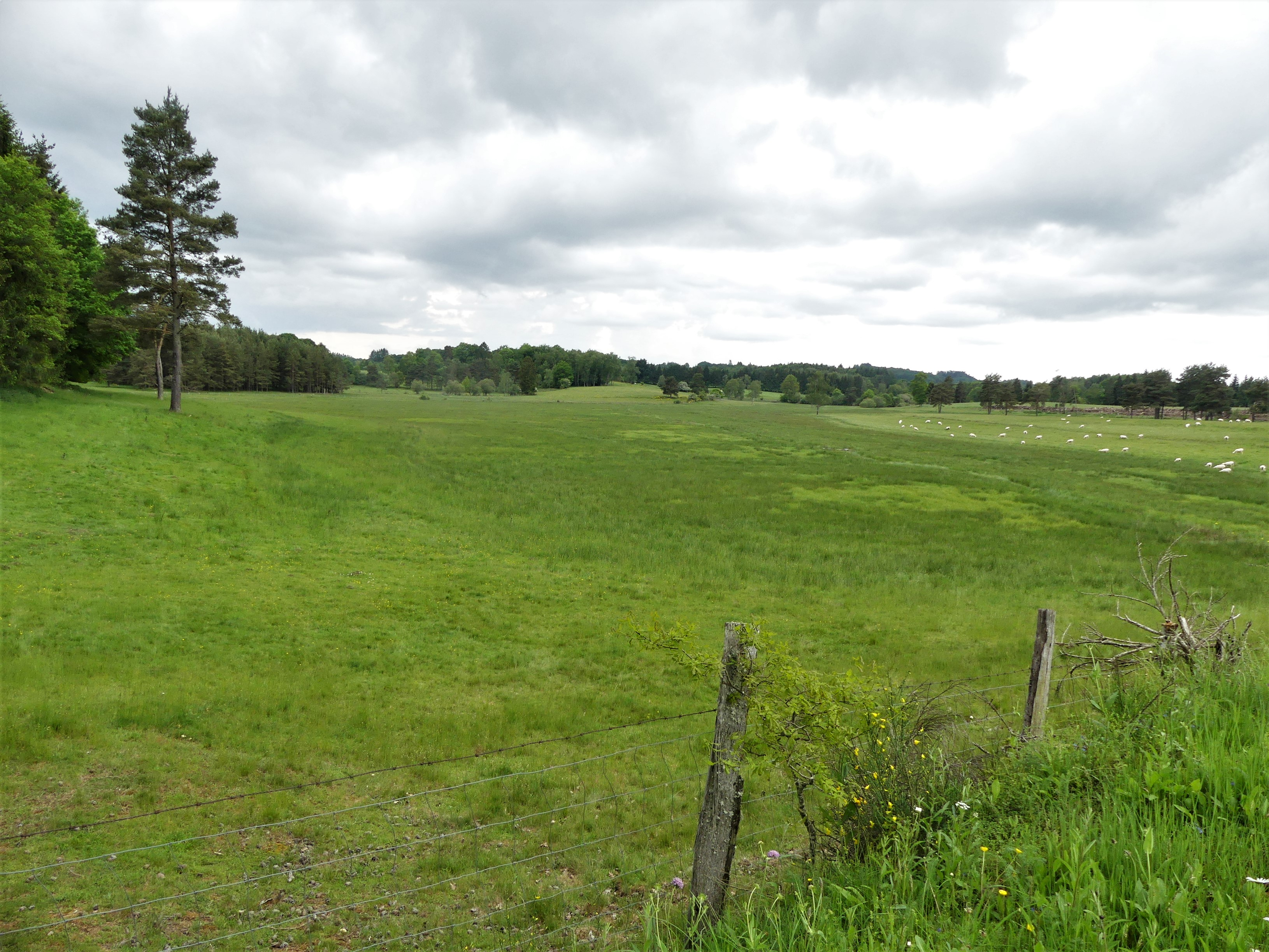
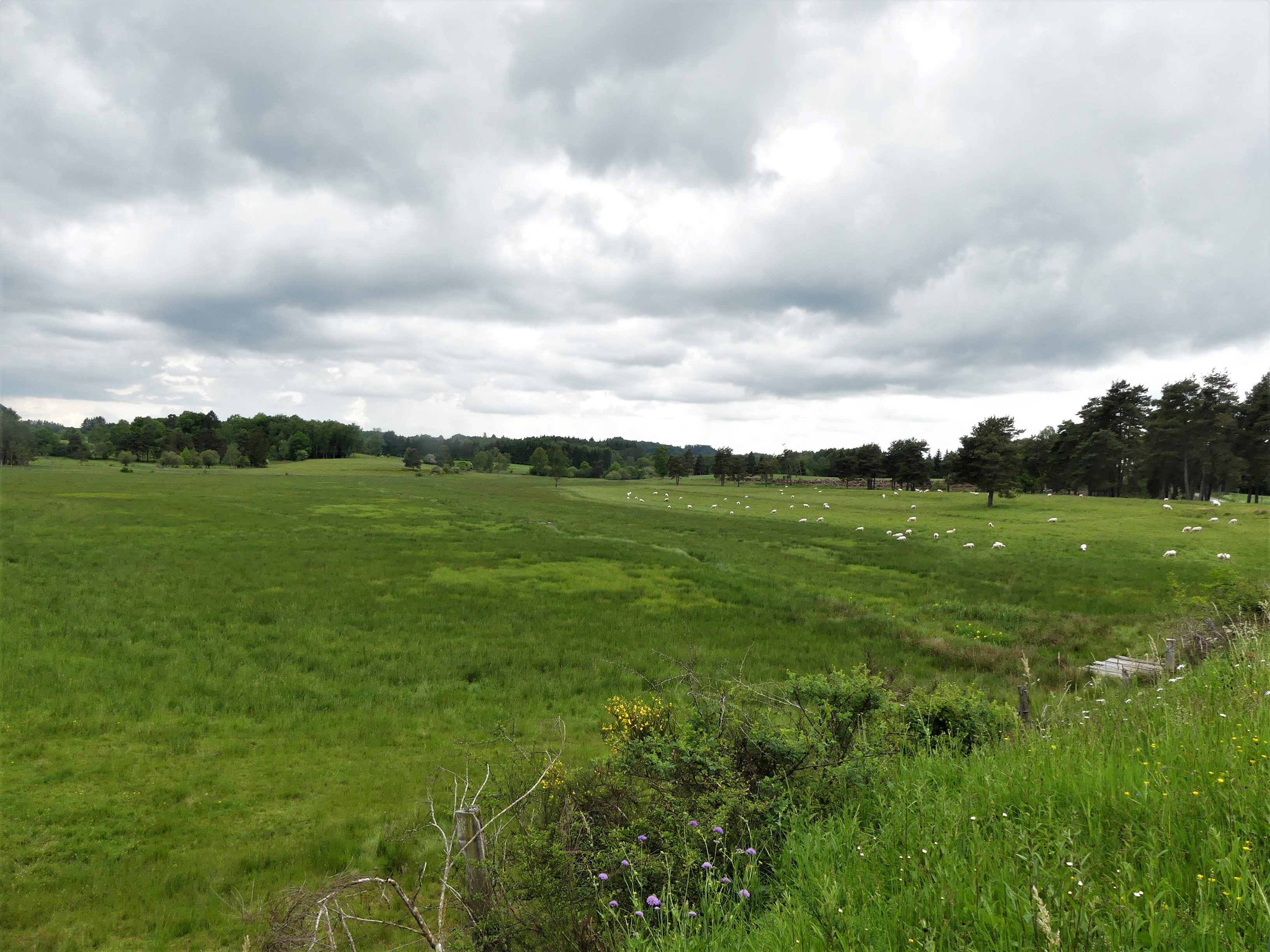
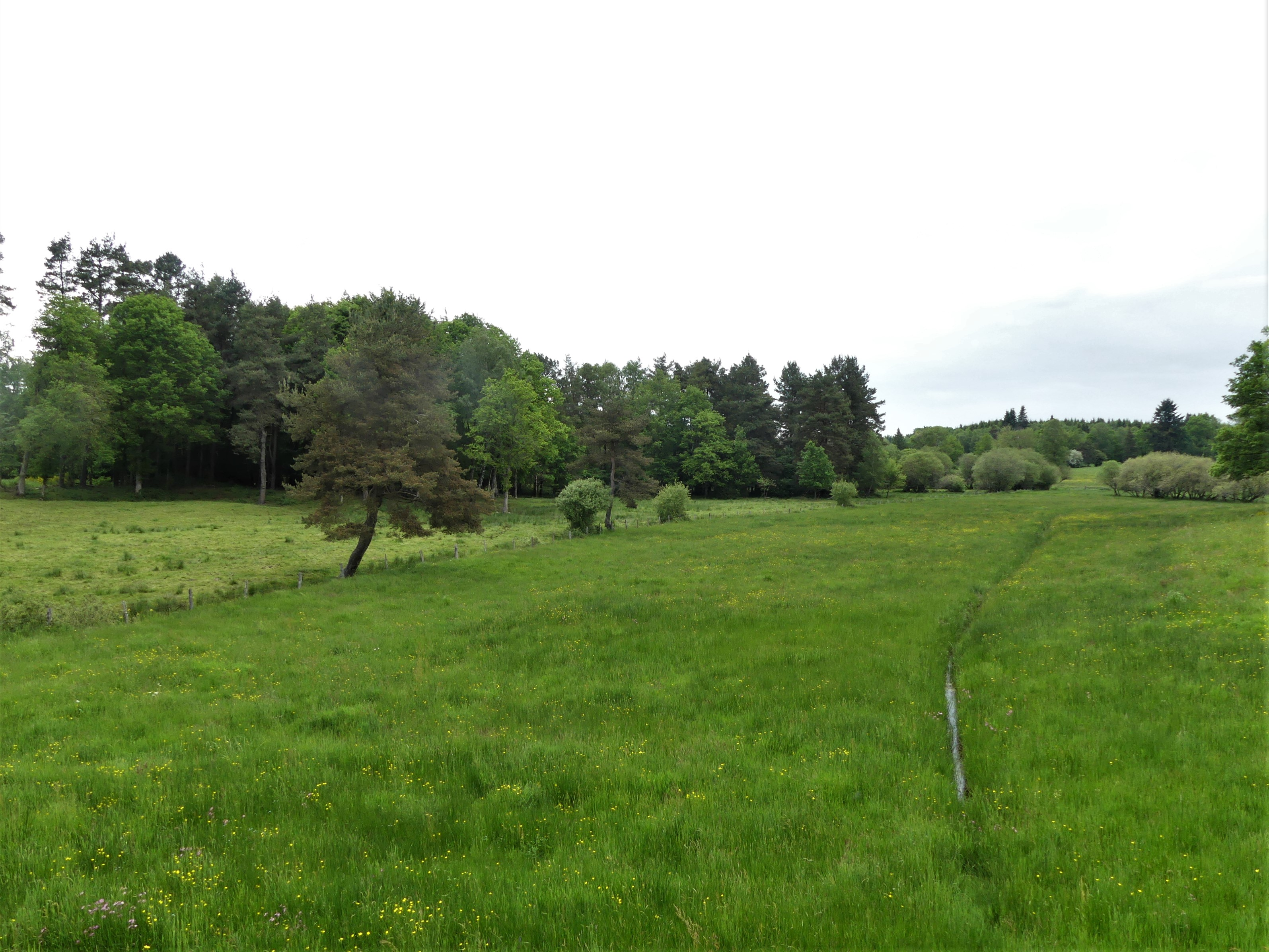